# Coupe du monde féminine de cyclisme sur route 2005
Navigation
Coupe du monde 2004 Coupe du monde 2006
La Coupe du monde de cyclisme sur route féminine 2005 est la 8e édition de la Coupe du monde de cyclisme sur route féminine. Cette édition a eu lieu entre le 27 février et le 11 septembre.
C'est la coureuse australienne Oenone Wood qui remporte le classement final pour la deuxième année consécutive.

## Courses
| #  | Date         | Course                               | Vainqueur           | Équipe                     | Leader de la coupe du monde |
| -- | ------------ | ------------------------------------ | ------------------- | -------------------------- | --------------------------- |
| 1  | 27 février   | Geelong World Cup                    | Rochelle Gilmore    | Safi-Pasta Zara Manhattan  | Rochelle Gilmore            |
| 2  | 6 mars       | New Zealand World Cup                | Suzanne de Goede    | Van Bemmelen-AA Drink      | Oenone Wood                 |
| 3  | 19 mars      | Primavera Rosa                       | Trixi Worrack       | Nürnberger Versicherung    | Oenone Wood                 |
| 4  | 3 avril      | Tour des Flandres féminin            | Mirjam Melchers     | Buitenpoort-Flexpoint Team | Mirjam Melchers             |
| 5  | 20 avril     | Flèche wallonne                      | Nicole Cooke        | Safi-Pasta Zara Manhattan  | Oenone Wood                 |
| 6  | 8 mai        | Gran Premio Castilla y Leon          | Susanne Ljungskog   | Buitenpoort-Flexpoint Team | Susanne Ljungskog           |
| 7  | 28 mai       | Coupe du Monde de Montréal           | Geneviève Jeanson   |                            | Oenone Wood                 |
| 8  | 21 août      | Grand Prix of Wales                  | Judith Arndt        | Nürnberger Versicherung    | Oenone Wood                 |
| 9  | 27 août      | Grand Prix de Plouay                 | Noemi Cantele       | Bigla Cycling Team         | Oenone Wood                 |
| 10 | 4 septembre  | Lowland International Rotterdam Tour | Ina-Yoko Teutenberg | T-Mobile Women             | Oenone Wood                 |
| 11 | 11 septembre | Tour de Nuremberg                    | Giorgia Bronzini    | Chirio-Forno d'Asolo       | Oenone Wood                 |

## Classement final
| #  | Cycliste            | Équipe                     | 1  | 2  | 3  | 4  | 5  | 6  | 7  | 8  | 9  | 10 | 11  | Total |
| -- | ------------------- | -------------------------- | -- | -- | -- | -- | -- | -- | -- | -- | -- | -- | --- | ----- |
| 1  | Oenone Wood         | Nürnberger Versicherung    | 50 | 30 | 35 | -  | 50 | 27 | 50 | 35 | 24 | 7  | 70  | 378   |
| 2  | Susanne Ljungskog   | Buitenpoort-Flexpoint Team | 21 | 21 | 11 | 50 | 18 | 75 | 27 | 50 | 10 | -  | 16  | 299   |
| 3  | Mirjam Melchers     | Buitenpoort-Flexpoint Team | 24 | 0  | 27 | 75 | 30 | 5  | 35 | 21 | 18 | -  | 20  | 255   |
| 4  | Giorgia Bronzini    | Chirio-Forno d'Asolo       | -  | -  | -  | 27 | -  | -  | -  | -  | -  | 8  | 150 | 185   |
| 5  | Judith Arndt        | Nürnberger Versicherung    | -  | 3  | -  | -  | 35 | 50 | 21 | 75 | -  | -  | -   | 184   |
| 6  | Rochelle Gilmore    | Safi-Pasta Zara Manhattan  | 75 | 0  | -  | -  | -  | 0  | 0  | -  | -  | 6  | 100 | 181   |
| 7  | Suzanne de Goede    | Van Bemmelen-AA Drink      | 3  | 75 | -  | 21 | 0  | 15 | -  | 1  | -  | 10 | 42  | 167   |
| 8  | Ina-Yoko Teutenberg | T-Mobile Women             | -  | -  | -  | -  | -  | -  | -  | -  | -  | 75 | 54  | 129   |
| 9  | Nicole Cooke        | Safi-Pasta Zara Manhattan  | -  | -  | 50 | -  | 75 | -  | -  | 0  | -  | -  | 0   | 125   |
| 10 | Trixi Worrack       | Nürnberger Versicherung    | -  | 5  | 75 | -  | 9  | 0  | -  | 10 | -  | -  | 0   | 99    |